# Театр Великого княжества Литовского
Театр Великого княжества Литовского ― синтетическое искусство XIV—XVIII веков, сочетающее в своих произведениях выразительные средства драматургии, актёрской игры, режиссуры, живописи, музыки.
Театральное искусство Великого княжества Литовского берёт свое начало в народном театре, возникшем на основе старинных обрядов, игр, хороводов, показываемых странствующими артистами-скоморохами. С XVI века бытовал народный кукольный театр батлейка. В XVII веке возникла народная драма. Характерной особенностью школьного театра XVI—XVII веков была сатирическая направленность его интермедий. Позже появились крепостные, любительские и профессиональные театры.

## Истоки театра ВКЛ

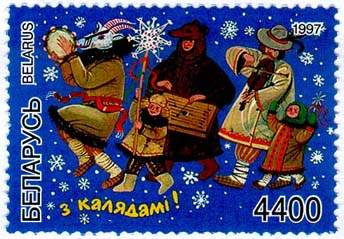
«С колядами!». Почтовая марка Беларуси. 1997

Начало театрального искусства Великого княжества Литовского — в народном театре с его обрядовыми песнями и танцами, где присутствовали элементы игрового действа и театрального перевоплощения. Элементы театрализованного действия имеются во многих календарных (например, Купалье) и семейно-бытовых обрядах. Особенно насыщен элементами театрализации был свадебный обряд и коляды, во время которых разыгрывалось целое представление.
Самое раннее упоминание о театральных крестьянских постановках содержится в исследовании Марии Чарновской (Czarnowska M. «Zabytki mitologii slawianskiej w zwyczajach wiejskiego ludu na Bialej Rusi dochowywane», Dziennik Wileński, Т. VI, №34. Wilno, 1817), где подробно описывается празднование «Русальной недели», постепенно переросшее в обряд плетения венков. Описание театрализованного празднования Купалы, Русальной недели, Весны, Мары, Ярилы дал этнограф Е. Р. Романов в исследовании «Белорусский сборник. Том 1: Могилевская губерния. Вып. 8: «Быт белоруса» (Вильно, 1912). В работе П. В. Шейна «Материалы для изучения быта и языка русского населения Северо-Западного региона. Т. 3: Описание жилища, одежды…» (СПб., 1902) на примере Мстиславщины показано театрализованное представление хороводной игры «Халимон». Описание карусельных игр в театральной форме на примере этнических белорусов Черниговской губернии, содержится в исследовании Марии Косич «Литвины-белорусы Черниговской губернии, их быт и песни» (СПб., 1901). Особенности театрализованного празднования Рождества в Белорусском Полесье описывает и Е. Р. Романов. Пение рождественских гимнов с переодеванием участников в козла, медведя, коня, деда, еврея, немца, офицера, цыгана отражено П. В. Шейном в сборнике «Белорусские народные песни» (СПб., 1874).

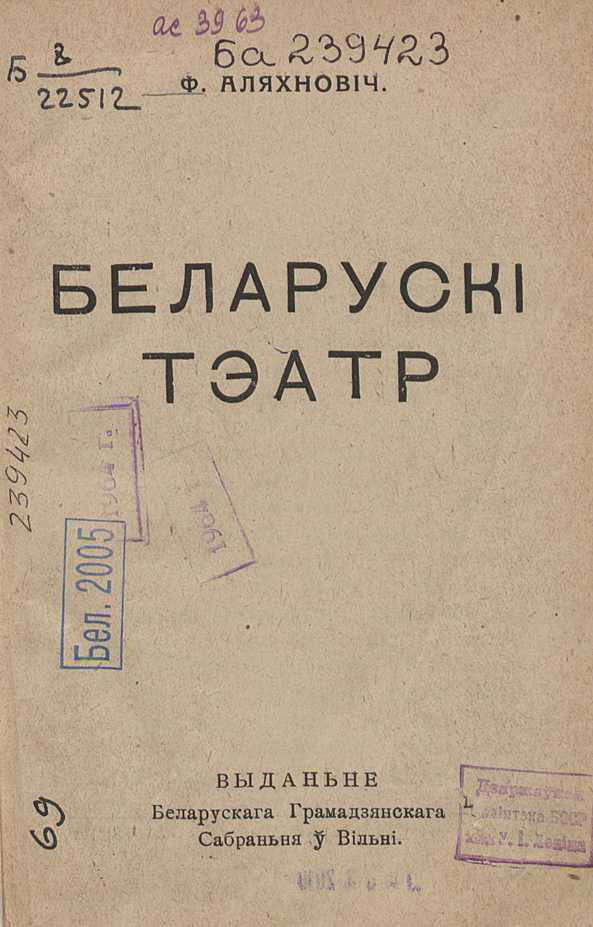
«Беларускі тэатр». Книга Франтишка Алехновича (1924).

Белорусская свадьба — это, по сути, народная опера или народная драма, импровизированное театрализованное представление с определенным свадебным сценарием, сюжетом, кульминацией и развязкой. Уже в «Повести временных лет» автор рассказывает не только об отдельных моментах обрядов (например, связанных с бракосочетанием новгородского князя Владимира Святославича с княгиней полоцкой Рогнедой), но также сравнивает некоторые свадебные обычаи различных восточнославянских племен — полян, радимичей и северян. Некоторые моменты литовской свадьбы приведены в переписке великого князя Литовского Александра Ягеллончика в 1492 году с Россией.
Одно из первых описаний театрализованных свадебных церемоний в виде юмористического конфликта между родственниками «жениха и невесты» было дано А. Рыпинским в этюде «Bialorus» (Paruz, 1840). Комплексное исследование, дающее полное описание белорусской свадьбы, есть у К. П. Гуковского в сборнике «Свадьба литовских белорусов» (Ковно, 1894). Собрав особенности театральных свадебных церемоний в Витебской губернии, П. М. Шпилевский издал отдельный сборник «Свадебные обряды застенковцев (околичан) Витебской губернии». Проведение театрализованной свадьбы жителями Полесья описал М. В. Довнар-Запольский («Песни пинчуков…» (Киев, 1895). Театрализованные представления свадебной церемонии раскрыты Е. Ф. Карским в книге «Белорусы. Том 3» (М., 1916) и Х. П. Ящуржинским — «Свадьба малороссийская как религиозно-бытовая драма» (Киев, 1896).
Обрядовое и игровое действа трудно и только частично перерастали в театральное. Так же и скоморохи, выступления которых, насыщенные народными песнями, танцами, пословицами и поговорками, шутками, всяческими трюками, не имели признаков театрализованности, т. е., их представления на городских площадях, ярмарках или деревенских улицах не были спектаклями в полном смысле этого слова
.

Белорусские скоморохи. Гравюра Олафа Магнуса. 1555 год.

Позже, в XVII—XVIII веках, искусство скоморохов преобразовалось в балаганы, искусство кукольных театров — в вертепы. На фресках Софийского собора (XI век) в Киеве есть изображение скоморохов. Иногда скоморохи ходили с медведями. Известны школы дрессировки медведей в окрестностях Гродно, Несвижа, Минска, в Ракове, в Полесье; наиболее крупная из них — Сморгонская медвежья академия, существовавшая в XVII—XVIII веках. В Семежеве близ Копыля была школа верёвочных акробатов.

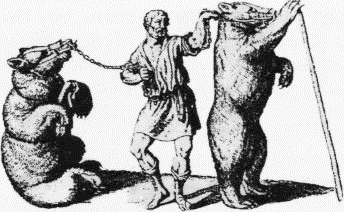
Дрессировка медведей.

Близкими по своему театрализованному сюжету к скоморохам являлись волочебники. В первый день Пасхи молодежь ходила по селу с песнями и поздравляла хозяев. Театрализованное действо волочебников описано в исследовании П. Шейна. На Украине волочебничества не знали.

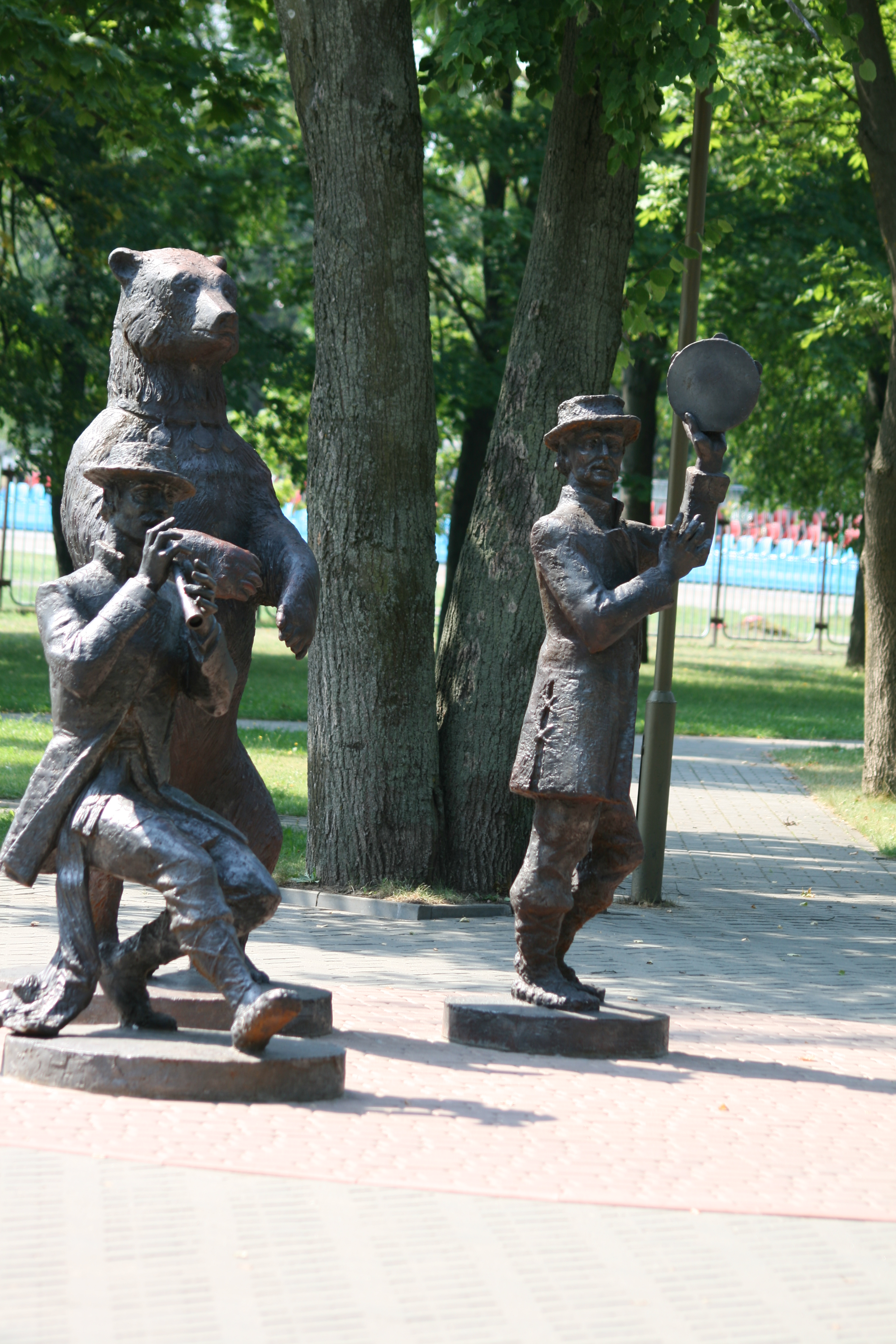
Памятник «Медвежьей академии» в Сморгони (скульптор В. Теребун)

Театральное народное искусство отличалось свободной импровизацией, лёгкостью перехода от серьёзного к смешному (игры «Женитьба Терёшки», «Ящур», «Женитьба бахаря», «Мельница», «Дед и баба», «Коза», «Меланка», «Гуси», «Просо»), — это и стало основой искусства бродячих актёров. Со временем в их представлениях появились сюжетные драматические и комические сценки-интермедии, затем — народная драма.
Считается, что в кафедральном соборе Св. Станислава в Вильно в XV веке могли быть показаны литургические драмы, связанные с мессой, в соответствии с традицией, распространившейся тогда в Европе. Литургические драмы и отчасти проповеди служили формированием представлений о возможности драматизации тех или иных событий. Роль «паратеатрального» действа возросла также в придворных церемониях и торжествах магнатов (помолвки, свадьбы, охоты, турниры и т. д.). Уже в 1506 году первые постановки светских пьес начались при дворе Сигизмунда Старого. На это, редкое тогда зрелище, приглашались приближенные к королю вельможи, магнаты, сенаторы.

## Батлейка

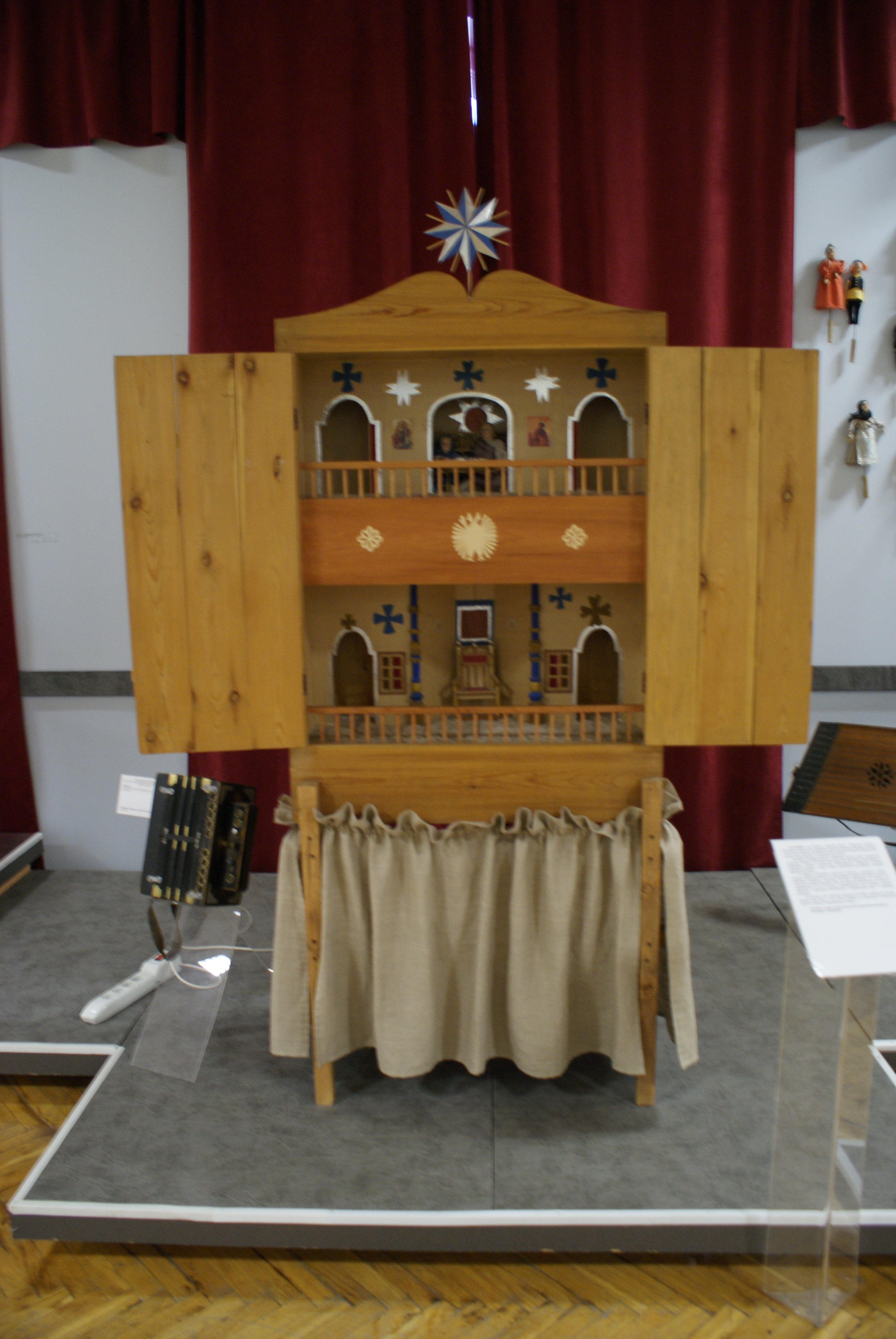
Батлейка в Национальном историческом музее Республики Беларусь

Народный кукольный театр батлейка (от «Betleem» ― польское название Вифлеема) появился в XVI веке. Театр этого типа имел в разных местах княжества названия ясёлка, батляемка, остлейка, жлоб, вертеп. Украинский вертеп известен с XVII века, польский театр с подвижными фигурками — «шопка» («szopka», от нем. «schoppen» ― хлев, сарай) ― с XV века. Против польского происхождения восточнославянского вертепа высказывался Иван Франко, считавший местом рождения вертепного театра Волынь. Старейший список украинской вертепной драмы (1701) дошёл до нас, по мнению И. Франко, в школьном рукописном сборнике 1788 года.
Для показов батлейки, из дерева делали коробки разных размеров, обычно в виде домика или церкви с горизонтальными перегородками (ярусами-сценами). Каждая сцена-ярус имела прорези для вождения кукол. Сцена отделывалась тканью, бумагой, геометрическими фигурами из тоненьких палочек, и напоминала балкон. На сцене и происходило действие. На заднике рисовались иконы, звёзды, кресты, окна, кукольные композиции на библейские сюжеты и пр. В коробке, похожей на церковь, делалась куполообразная крыша с крестом. Коробка закрывалась дверцами. Необходимость в многоярусном строении коробок отпала когда показы батлейки приобрели светский характер.

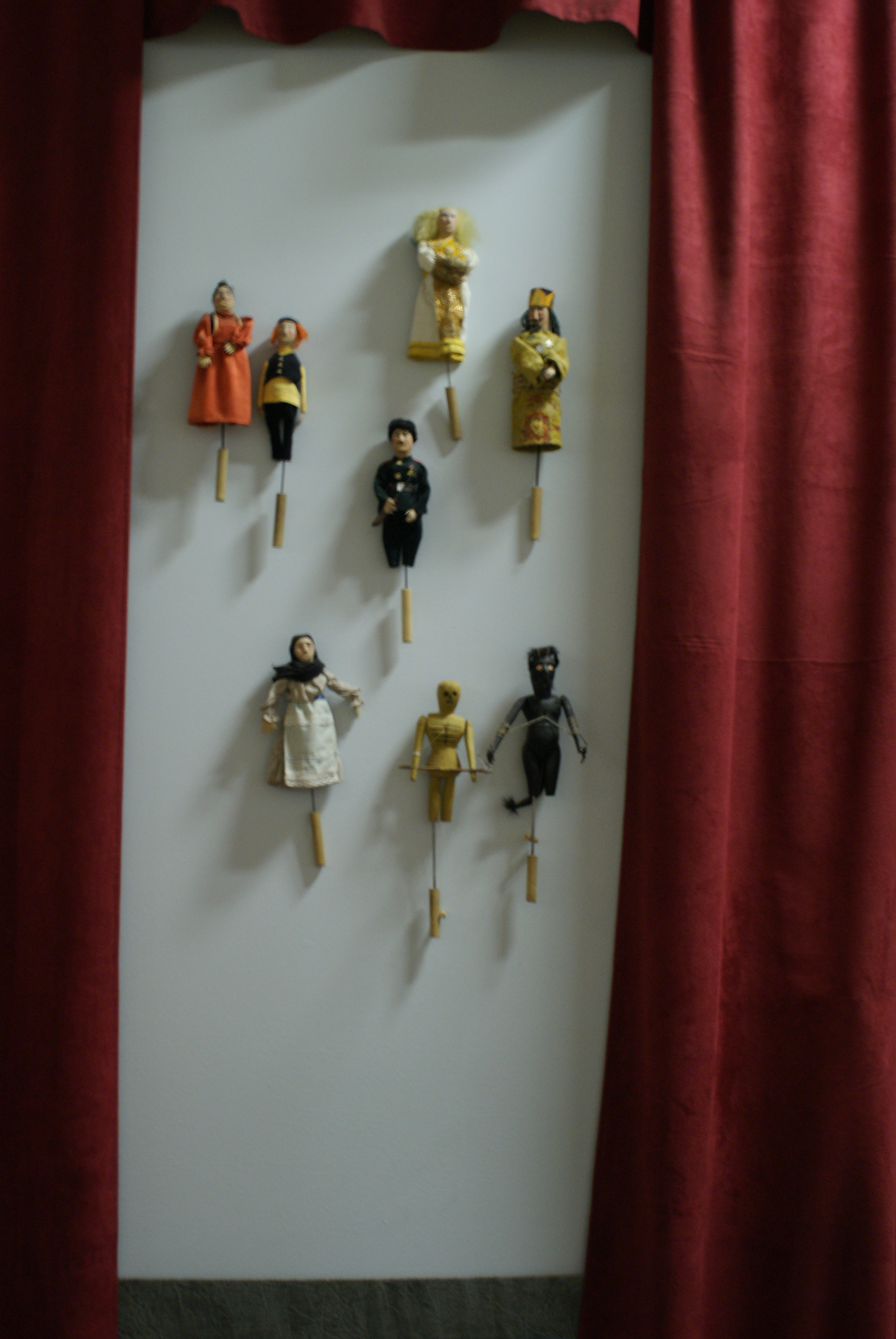
Куклы батлейки в Национальном историческом музее Республики Беларусь.

Куклы-персонажи делались из дерева, цветной бумаги, ткани; волосы, брови, усы ― из льна или овчины. Куклы крепились на деревянный или металлический стержень, при помощи которого батлеечник водил их по прорезям в ярусе-сцене. Известны также батлейки с куклами-марионетками на нитях с верхним принципом вождения, перчаточные куклы. Показы сопровождались музыкой, сцена и куклы освещались свечами. Батлеечник находился за коробкой, оттуда водил куклы, говорил текст, имитируя голос персонажа. Часто он был не только единственным исполнителям, но и драматургом, художником, режиссёрам, музыкантом, иной раз своеобразным конферансье (обращался непосредственно к зрителю, характеризуя от своего имени тот или иной персонаж). Некоторые батлейки были устроены по принципу теневого театра (Витебск) и с меняющимися прозрачными декорациями (Докшицы).
Сначала представления были связаны с колядами, когда школяры ходили с батлейкой по местечкам и деревням. Позже сцены, связанные с колядами, постепенно прекратились. Репертуар батлейки со временем пополнился фольклорно-бытовым материалом, новыми сюжетами, количеством персонажей. Складывался репертуар обычно из двух частей: канонической (религиозной) и светской (народно-бытовой). Канонический сюжет разыгрывался на верхнем, светский ― на нижнем ярусе-сцене. Наибольшей популярностью пользовался светский репертуар с комическими сценами, народными песнями и танцами. В репертуаре батлейки наряду с народными драмами «Царь Ирод» и «Царь Максимилилиан» появились интермедии «Матей и доктор», «Антон с козой и Антониха», «Вольский — купец польский», «Берка-корчмарь», «Цыган и цыганка», «Ванька малой», «Панич» и другие. Многие сцены имели остросатирический характер, в них высмеивались такие социальные типы, как доктор-шарлатан, франт-шляхтич, корчмарь.

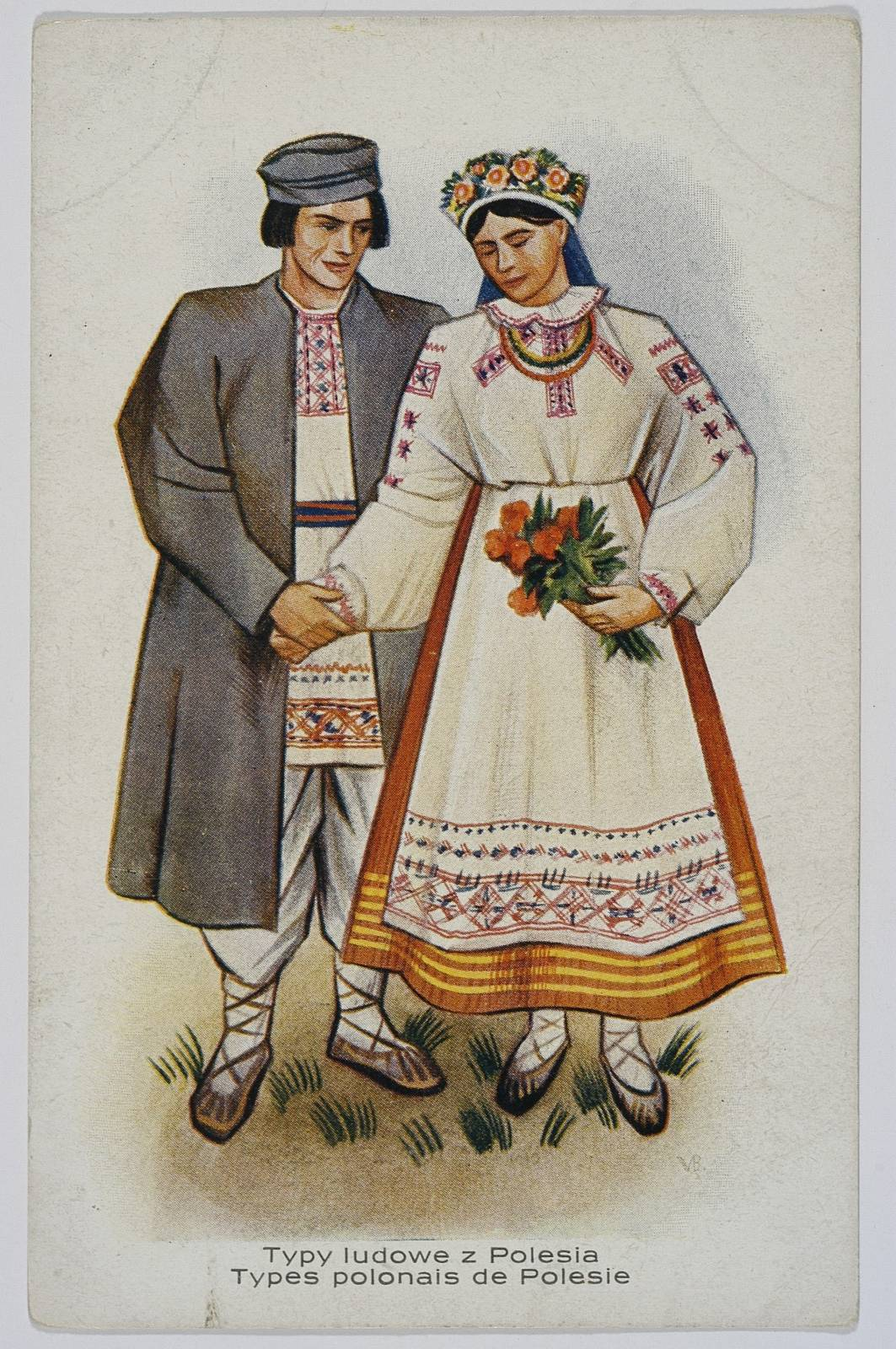
В. Боратынский. Полещуки.

Время хождения с вертепом отличалось в зависимости от местности. Например, на Витебщине и Могилёвщине представления показывали в канун Рождества, а также в первые три дня рождественских праздников (Романов). В Минске кукольный спектакль смотрели от Рождества до Сретенья (Шейн). В Украине складывались свои обычаи.
С конца 1960-х годов деятели профессионального и любительского театра стали обращаться к батлеечным источникам. В 1970-х началось освоение батлеечных традиций драматическими театрами. Инициатором выступил режиссер Ю. Фридман, поставивший спектакль в минском ТЮЗе «Дай воды, колодец».

## Школьный театр ВКЛ

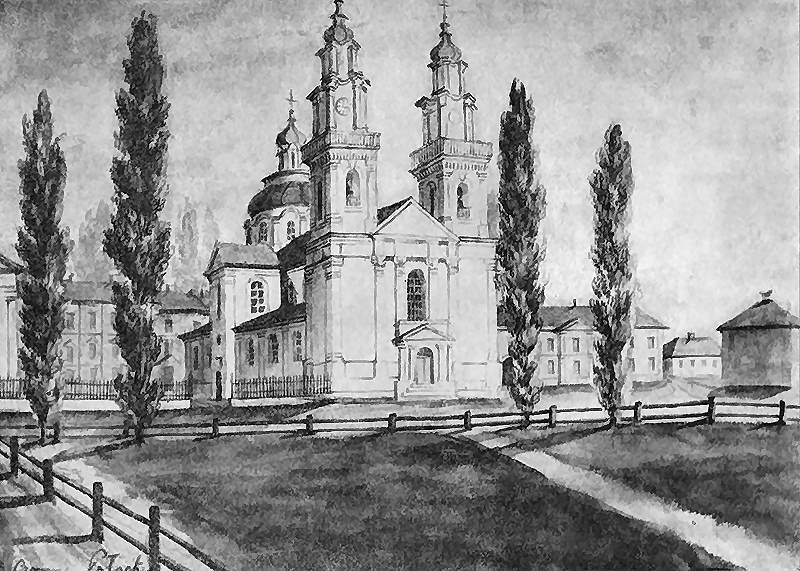
Коллегиум иезуитов в Полоцке. Рисунок Напалеона Орды.

Упоминание о школьном театре мы впервые встречаем у Ивана Вышенского, упрекавшего «братчиков», что они мало молятся, а только «комедии строят и разыгрывают.
Театральная жизнь ВКЛ развивается с появлением в Вильно иезуитов, которые весной 1570 года показали первое театрализованное представление силами учащихся только что открывшегося коллегиума. Название первого спектакля не сохранилось, но известно, что осенью того же года была показана драма итальянского иезуита С. Туциуса „Hercules“, в которой мифологическому герою противостояли аллегорические персонажи Любви Земной, Ужаса, Блаженства, Пьянства, а помогали найти праведный путь Честность, Ум, Терпение и Труд. Появление первых драматических текстов в литературе ВКЛ относится к позднему Возрождению (конец XVI века) и связано с творчеством Каспара Понятовского (1554—1612) и Гжегоша Кнапского (1564—1639).
В конце ХVI—начале ХVII вв. школьные театры появились в братских школах. Студенты Киево-Могилянской академии разыгрывали многоактные драмы на Пасху и Рождество, ставили драмы, трагикомедии, интермедии. Также в иезуитских, базилианских, доминиканских школах и колледжах школьный театр показывал интермедии и драмы на библейские, а позже и на исторические и бытовые темы. Практически с момента открытия Полоцкого иезуитского коллегиума действовал школьный театр, который широко использовался иезуитами для миссионерской и просветительской деятельности. В репертуаре были спектакли на французском, итальянском и латинском языках. С появлением Киево-Могилянской духовной коллегии школьный театр оказался в двойственном положении противостояния-перенимания театром показа католических коллегиумов и братских школ Полоцка, Слуцка, Луцка и др. Эти процессы противостояния впоследствии отразились на пограничном состоянии украинской („малороссийской“) культуры, — яркий тому пример — Н. В. Гоголь и борьба за его определённость.
В ВКЛ школьный театр показывался на латинском, польском и западнорусском языках, в сценах использовались приемы и сюжеты вертепов и народных игр. Сюжеты для школьных спектаклей сначала брались из Библия, они носили назидательный и поучительный характер, позже стали преобладать исторические и бытовые темы. Актёрами были студенты, которым учителя риторики преподавали сценическое искусство. У школьного театра имелась своя развитая поэтика с канонизированными средствами сценического движения, манеры исполнения, грима и декора сцены. Сцена освещалась рампой, имела расписной задник и объёмные декорации в виде поворотных призм для создания сценических эффектов. При иезуитских коллегиумах для неимущих студентов создавались интернаты. Своеобразной платой за проживание в бурсе было занятие музыкой. Традиционно иезуиты критически относились к использованию музыки и песнопений в костёлах. В начальный период своей деятельности в ВКЛ они допускали только исполнение на уже существующих костёльных органах. Однако под давлением верующих иезуиты пошли на более широкое внедрение музыки в костёлах, это было разрешено властями ордена в Риме, при условии, чтобы только светские студенты пели духовные песни. Бурсаки пели в костёлах, давали представления во время церковных, школьных и общественных праздников. В некоторых случаях исполнение было разрешено в других храмах и при шляхетских дворах. Во главе музыкальной бурсы стоял регент (префект), которому помогал старший из учеников. Срок обучения в бурсе обычно составлял три года, ещё через три года старшая бурса передавала свои знания младшим ученикам. Музыкальная бурса при Виленской академии была основана в 1651 году деканом Войцехом Жабинским, при Ковенском коллегиуме в 1650 году П. Шукштом, при Полоцком коллегиуме работала с 1597 года, при Витебском коллегиуме с 1673 года, при Несвижском коллегиуме с 1610 года, при Брестском коллегиуме с 1630 года, при Пинском коллегиуме с 1645 года.
Популярными спектакли были также в школах протестантских, где школьная драма рассматривалась как элемент системы образования. Спектакли чаще всего ставились на церковные праздники — Рождество, Пасху и другие. Эти представления получили название мистерий (от лат. misterium — тайна, таинство). Спектакли-мистерии, в основе которых лежали чудеса какого-нибудь святого, назывались мираклями от лат. miraculum — чудо), а пьесы с аллегорическими персонажами (Земля, Небо, Вера, Надежда, Любовь) назывались моралью (лат. moralites). До нас дошла пьеса автора толкового словаря „Словенский лексикон…“ Памвы Берынды — „На Рождество Христово, Господа и Спасителя, наши стихи в утешение православным христианам“, по словам автора, „к радости православных христиан“. Памва Берында не ограничивается поэтическим пересказом евангельской истории, он стремится ее расширить. Таким образом, после поклонения пастырями, показана дальнейшая жизнь пастырей, которые возвращаются к своим стадам, и их радость передается всему живому. Пастухи сочиняют и поют хвалебные радостные песни, которым радуются все окружающие. Мистерия оканчивается эпилогом, также стихотворным.

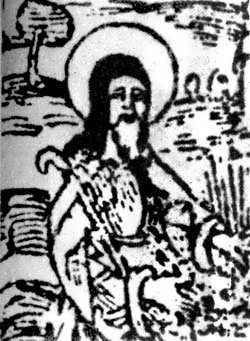
Памва Берында.

Учебник по риторике слуцкого учителя кальвинистской гимназии теолога Рейнольда Адама дает рекомендации по организации школьного театра.
Школьных пьес сохранилось мало. Это объясняется тем, что каждый раз ставилась новая пьеса, зачастую написанная братским школьным учителем или даже учеником, а к прежним пьесам не возвращались. Известна пьеса Якуба Гаватовича „Tragedia albo wizerunek śmierci przeświętego Jana Chrzciciela, przeslańca Bożego“ („Трагедия, или Образ смерти святого Иоанна Крестителя, посланника Божьего“), поставленная в 1619 году на ярмарке в Каменке-Струмиловой. Известны также „Рождественская драма“ и „Успенская драма“ митрополита Дмитрия Ростовского, стихи профессора Киевской академии Иоасафа Горленко „Брань семи добродетелей с семью грехами смертными“. Известна историческая трагикомедия Феофана Прокоповича „Владимир, славенороссийских стран князь и владетель“» (1705). Приписывается игумену Лубенского Мгарского монастыря Феофану Трофимовичу пьеса «Милость Божья Украина от неудобств ляшских чрез Богдана Хмельницкого, славным войском запорожским гетмана вызволившим» (постановка 1728 года). Близки к трагикомедии пьесы Лаврентия Горки «Иосиф Патриарх» (1708), «Потрясение Марка Аврелия» архимандрита Слуцкого Свято-Троицкого монастыря Михаила Козачинского (1744) и «Трагедия, именуемая Фотий» Юрия Щербатского (1749). Это и пьеса «Про Навуходоносора царя», автор которой Симеон Полоцкий, и анонимная драма «Алексей, человек Божий» — переработка библейской легенды о сыне римского сенатора, отказавшегося от язычества в имя христианства. Кроме того, сохранились обработки евангельской притчи о богаче и Лазаре — «Горькая перемена в роскоши жизни» (XVII век), и назидательные «Скромный разговор о грешной душе», «Образ страсти мира сего», «Сражение Церкви с Дьяволом», «Комедия униатов с православными» Саввы Стрелецкого (XVIII век), «Трагикомедия» архимандрита Сильвестра Ляскоронского, тематически связанная с пасхальным циклом, «Трагикомедия о тщетности мирской» Варлаама Лаевского (1742).
Пользовались популярностью драма архиепископа Георгия Конисского «Воскрешение мёртвых» (1747) и «Комедия» (1787) профессора риторики и поэтики Каэтана Морашевского. Автор комедий монах-доминиканец Михал Тетерский вместе с К. Морашевским и Игнацы Юревичем создали школьный театр в Забельском доминиканском коллегиуме. Известны постановки «Святой Ксаверий» и «Антоний Падевский».
«Святой Ксаверий» и «Антоний Падевский» ставились также в 1750 году в Бресте, где были использованы объёмные декорации, в том числе башни, движущиеся трехмерные фигуры рыб, нарисованные музы, поднимающиеся на веревках. В Витебском школьном театре были поставлены драмы «Два брата, святые Канций и Канциан» (1693 г., с аллегорическо-мифологическим балетом, хором и интермедиями) и «Мистическое причастие свадьбы Генсерика и Тризимунды» (с польско-белорусскими интермедиями, опубликовано в «Оршанском кодексе».
В школьной драматургии (для привлечения интереса к постановкам) к обязательной части, исполняемой на латыни, стали добавляться интермедии на бытовые темы на белорусском и украинском языках; интермедии постепенно превратились в народные сцены, что позволило проникнуть в школьную драматургию народному творчеству, — народным песням, танцам, инструментам. Эти новшества способствовали появлению первой белорусской комической оперы — «Аполлон Законодатель, или реформированный Парнас».
Первыми интермедиями, известными в Великом княжестве Литовском, стали вставки в пьесу виленского иезуита К. Пянтковского «Тимон Гордилюд» (1584), где портной говорил на ломаном польско-белорусском языке. Затем появились интермедии в спектаклях гродненского иезуита Я. Пылинского «Беседа Ивана и церковного служки» и «Схизматик и униат-католик». Любопытны комедийные сценки из ковенского школьного сборника 1730-х годов «Крестьянин и ученый». Во второй половине XVIII века большинство спектаклей школьного театра сопровождалось интермедиями, прошедшими свой путь развития. Они постепенно обретали художественную самостоятельность, композиционную завершённость и формировались как комедийные произведения. Благодаря бытовой свежести и колоритности народной белорусской и украинской речи, интермедии способствовали развитию родного языка. Постепенно менялась трактовка основного героя — крестьянина, который противопоставлялся пану, школяру-студенту, философу-схизматику, чёрту. Для украинских интермедий были характерны образы ляха-шляхтича, литвина (белоруса), москаля, жида, цыгана, дававшиеся в юмористическом виде; героем становился украинский казак.
В последней четверти XVIII века интермедии постепенно сходят со сцен школьного театра. На смену приходят вокально-хореографические постановки. Первой известной такой постановкой украинского театра считаются две украинские интермедии, исполненные в антрактах польской трагедии в память кончины Иоанна Крестителя 29 августа 1619 года на ярмарке близ Львова. В то время Львов входил в состав Речи Посполитой.
Школьный театр Великого княжества Литовского более чем русский школьный театр был ближе к светскому театру. Он ставил пьесы со сложными сюжетами, заимствованными из античной истории, из средневековых хроник, которые лишь косвенно соотносились с религиозно-дидактическим содержанием, предписанным театру. На последнем этапе своего развития театр обратился к классическому светскому репертуару, к французской трагедии и комедии. Дальнейшее развитие получила и теория театра. В этой связи можно вспомнить имя Матея Сарбевского, автора трактатов по риторике, поэтике и античной мифологии, который в 1626—1627 гг. преподавал курс поэтики и риторики в школе при Полоцком коллегиуме. В трактате «О трагедии и комедии» он дал разработку поэтики школьного театра.

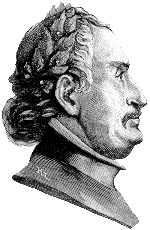
Матей Казимир Сарбевский.

Драма того времени требовала соответствующего устройства сцены, декораций, световых эффектов, — словом, развития театральной техники, костюмов, грима и т. д. Например, в спектакле «Алексей, человек Божий» на сцене были Ад, Небо и Земля. С одной стороны сцены был вынесен на мосток Рай, посередине была Земля, с другой стороны сцены — Ад, а в нем Змей. В Раю ангелы восхваляли Господа и беседовали друг с другом, затем отправлялись к Алексею на землю. Змей в Аду открывал пасть, из которой валил дым. В другой пьесе «Действа на страсти» (1685) были показаны страдания Христовы: каждое страдание олицетворяли 12 юношей с венками из 12 звезд. Еще более сложной была постановка спектакля «Вечно желанная свобода» (1701). Во время действия меркли солнце, луна и звезды, мертвые поднимались из могил, а в третьем акте в бурном море тонул корабль. Чтобы спасти корабль, в море бросают Иону, которого глотает кит и затем выплёвывает на берег. Отсюда видно, что театральная техника была сложной. То же самое с костюмами и масками актёров. В примечаниях к диалогу «Страдания Спасителя» пишется об ангеле, который является «после короткого пения слева с чашей и отдаст ее Христу, и Христос отвернется, но когда увидит, что они закрыты в бездне, и услышит, как они плачут, он возьмет чашу, и это конец второй сцены». Были созданы специальные маски для изображения Христа, ангелов и святых; «чудовища и летающие» были предназначены для декораций, создавалось впечатление воздушной перспективы. Таким образом, можно утверждать, что в театре ВКЛ имелись архитектор, декораторы, слесари, портные, певцы (хор) и танцоры (балет). Визуальный картину театральных постановок дают гравюры к пьесе Симеона Полоцкого «Притча о пропавшем сыне» (1685), на них видно как выглядели актёры, какой реквизит, какой может быть мизансцена и пр.
Традиция школьных представлений со временем пришла в упадок, и в конце XVIII века митрополит Киевский Самуил Миславский полностью запретил школьные представления в Киево-Могилянской академии.

## Крепостные, любительские и профессиональные театры

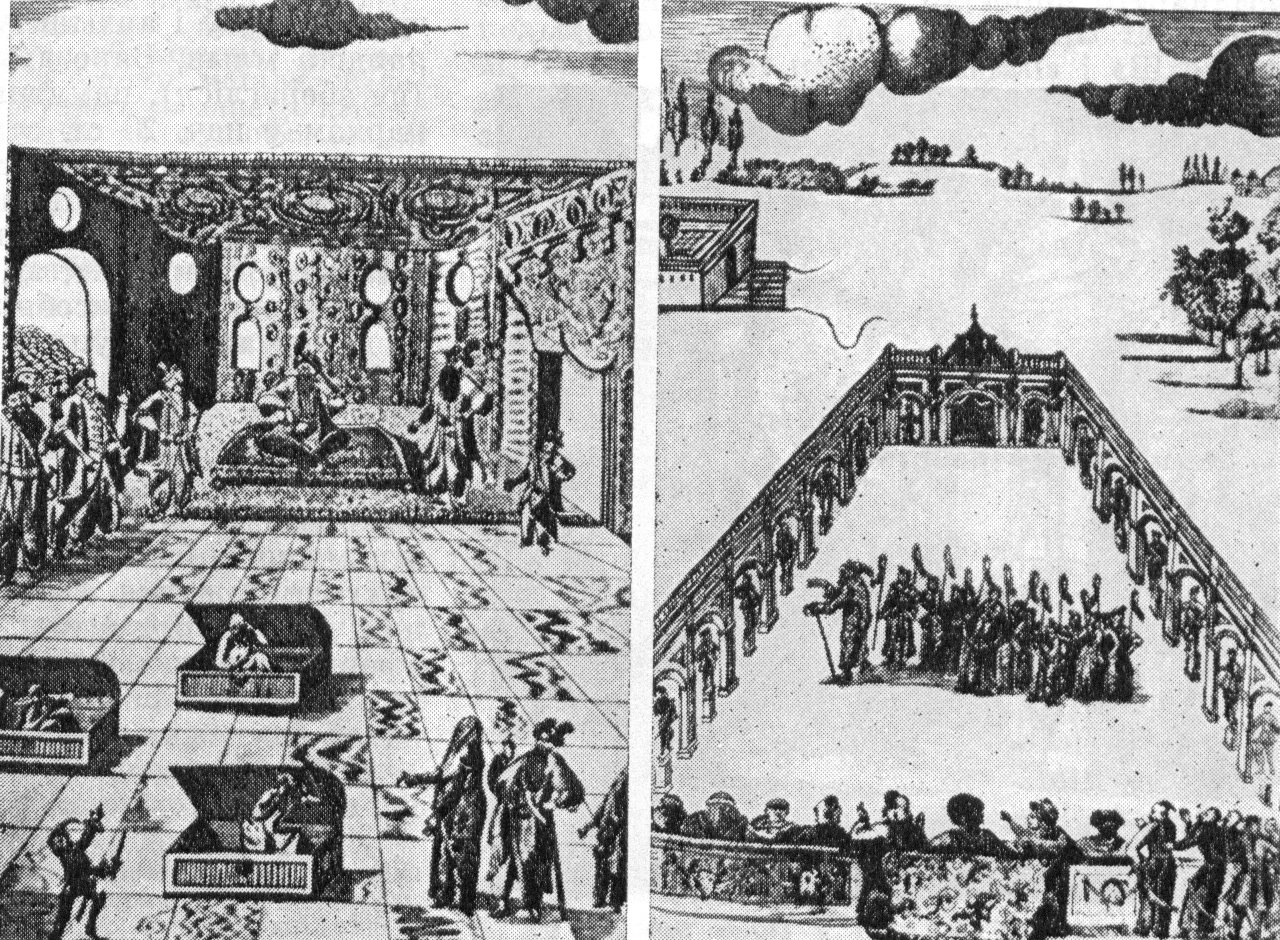
Несвижский театр Радзивиллов. Декорации к спектаклям.

Основы профессионального театра были заложены в Великом княжестве Литовском в XVI—XVII веках благодаря культуре светских развлечений, деятельности театральных и балетных трупп, приглашаемых из Западной Европы, а также функционированию школьных сцен. Главную роль в популяризации театра в Речи Посполитой сыграли короли Август Сильный и Август III. Масштабные мероприятия, организованные королями в Дрездене и Варшаве, стали образцом для подражания и были перенесены, среди прочего, в резиденции магнатовРадзивиллов.
В 1639 году в Вильно на территории Нижнего замка было построено специальное театральное здание.
С 1724 года князь М. К. Радзивилл Рыбонька, впечатленный путешествиями по Европе, стал устраивать в Несвиже и Альбе карусели, балы, шествия и иллюминации с участием семьи, гостей, кадетов и слуг. Ярким примером сочетания драматических и паратеатральных постановок в одном мероприятии является карнавал 1761 года, программу которого составил сам несвижский владетель. Хронологические рамки театра несвижско-олыцкой линии Радзивиллов, обозначенные 1724—1810 годами, — от первых паратеатральных представлений в Альбе до ликвидации капеллы как последнего фрагмента театральной культуры при дворе несвижских магнатов. В истории Несвижского театра Радзивиллов два основных периода. Первый (1724—1762) характеризуется появлением театральных постановок в Несвиже и Слуцке, а также активным участием в постановках самодеятельных артистов. Второй период (1762—1810) характеризуется исключительно профессиональной деятельностью театра и капеллы. Первые празднества с театральными элементами проводились в Альбе близ Несвижа. Там в 1723—1724 годах была построена арена, позже возведен дворец и разбит парк. В 1746 году в Альбе появилась открытая галерейная площадка. Ещё одним местом для выступлений стал баскетный парк с оформленным кустарником в качестве кулис. В 1748—1752 годах на небольшом участке с южной стороны Несвижского замка, называемом «у рва на валу», проводились «импрезы» с симультативным павильоном в качества декорации, а на замковых прудах устраивались «флотилии». Кроме того, спектакли и гулянья проходили в парке и в построенном в 1755 году дворце «Консаляция» и предположительно существовавшем на территории современных Английского и Марысинского парков. Изредка спектакли ставились и в других радзивилловских усадьбах — в Жовкве в 1753 году и в Алыке в 1755 году. Первое упоминание о постановках в Несвижском замке датируется декабрем 1746 года. Возможно, спектакли проходили на втором этаже северного крыла, где сейчас располагается выставочный зал. Однако термин «Comedy House» или «Opera House» обычно использовался для обозначения места в городском дворце в Несвиже. Это здание располагалось на углу Рыночной площади, на пересечении улиц Виленской и Паненской (позже Советская и Чкаловская). В дальнейшем сцена и зрительный зал Comedy House несколько раз реконструировались, например, в 1748 году он был перестроен архитектором Казимир Жданович. Под театральный зал в 1747—1748 годах перестроили крытый манеж. После смерти князя Кароля Станислава Радзивилла Comedy House использовался не по прямому назначению. Он сгорел в 1836 году и больше не восстанавливался.
С 1746 года несвижским театром руководила княгиня Франциска Радзивилл, и действовал он как любительский. Участвовали члены княжеской семьи, местные шляхтичи, кадеты Несвижского корпуса, наёмные актеры. Первое представление — «Пример справедливости». Спектакли ставились на польском, итальянском, немецком и французском языках. В репертуар вошли произведения самой Франциски Радзивилл — комедии «Истинная любовь» (1746), «Утешение в заботах», «Золото в огне», «Любовь рождается в глазах» (1750), «Негодник в силках», «Судья, потерявший рассудок» (1751), «Любовь — совершенный художник» (1752), драмы «Плод божественного провидения» (1746) и «Любовь — беспристрастный судья» (1747); трагедия «Игра фортуны» (1750); оперы «Слепая любовь не думает о конце» и «Счастливое несчастье» (1752); она перевела и переработала пьесы Мольера «Потешные жеманницы» под названием «Видимое не проходит» (1749) и «Доктор поневоле» (1752), а также либретто балетов, пантомим. Всего Франциска Радзивилл написала для театра 16 комедий, трагедий и оперных либретто. Она сочиняла на польском языке, хотя в своих текстах использовала много белорусской лексики.
С 1746 года режиссёром театра Радзивиллов стал комендант Несвижского кадетского корпуса Якуб Фричинский, балетмейстером — Иоганн Шреттер, хормейстеры — Ян Ценцилович и Ежи Баканович.

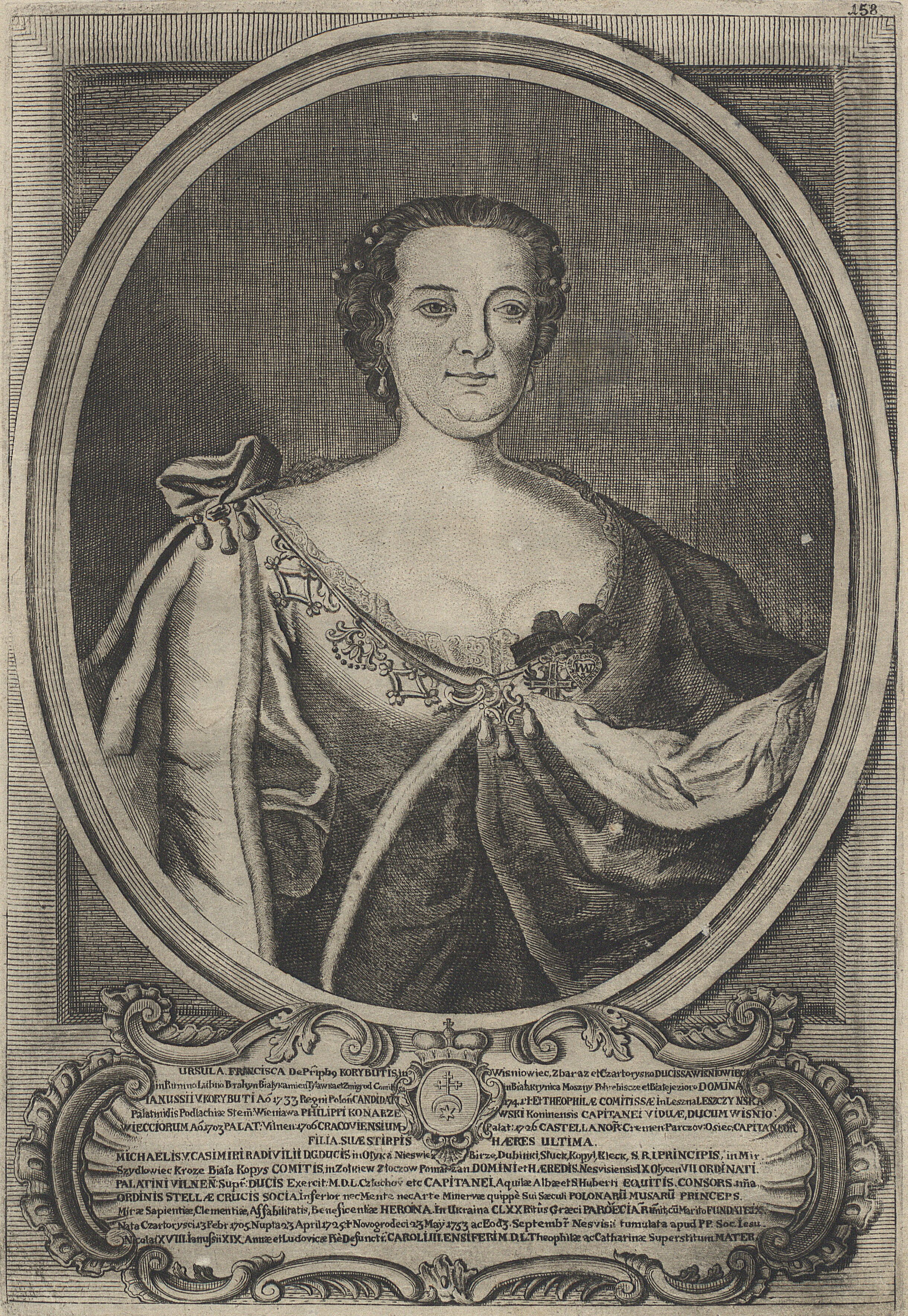
Франциска Урсула Радзивилл.

В 1753—1762 годах князь Михаил Казимир Радзивилл «Рыбонька» придал театру профессиональный характер — пополнил крепостную труппу актёрами, создал театральную (музыкальные, вокальные классы) и балетную школы и оркестры: народных инструментов («литовская музыка»), роговой и военный. В репертуаре театра были произведения Мольера, Вольтера, С. Мытельского («Иосиф-патриарх»), В. Ржевуского («Жолкевский» и «Владислав под Варной», 1761), итальянские и немецкие комические оперы и балеты. Театр побывал в Слуцке (1755—1759), Белой (1753, 1761), Жовкве (1753), Олыке (1753), с 1775 года представления давались в здании «нового театра». При князе Станиславе Радзивилле Коханку в состав театра (1762—1764, 1777—1786) входила труппа драматических актеров (с 1783 года ими руководил Л. Пережинский; актеры К. Аусинский, В. Ясинский, С. Зкржевский и др.), и группа итальянских певцов и балета (более 20 крепостных танцоров, хореограф с 1750 года М. Дюпре, с 1761 года — А. Путини, с 1762 года — Ж. Оливье, с 1779 года — А. Лойко и Дж. Петинетти). В репертуаре балеты А. Путини, оперы Джованни Паизиелло, К. Глюка («Орфей и Эвридика»), Р. Вардоцкого (комическая опера «Аполлон Законодатель, или Реформатский Парнас» (1789), Яна Голанда (автор оперы «Агатка» на либретто Матея Радзивилла, балет «Орфей и Эвридика», с 1802 года — профессор Виленского университета, руководитель университетского хора и оркестра).
В период 1762—1779 годов художественная жизнь во владениях Радзивиллов замирает в связи с эмиграцией князя Радзвилла пане Коханку. После окончательного возвращения он обновил деятельность балетной школы, пригласил в труппу новых артистов. В 1779—1790 годах несвижская сцена была тесно связана с театральной школой Варшавы репертуаром и кадровым составом. В 1785 году открыта драматическая школа для крепостных под руководством М. Вернера и С. Закжевского. С 1786 года театр работал нерегулярно. После смерти К. С. Радзивилла пане Коханку в 1790 году, всё его имущество перешло по наследству к Доминику Радзивиллу. Театральная труппа была распущена, хотя иногда проводились разовые представления приглашённых трупп. На регулярной основе действовала только капелла. Среди письменных источников о театре — воспоминания М. К. Радзивилла Рыбоньки и Иеронима Флориана Радзивилла. В них есть информация о датах отдельных спектаклей, сценических предпочтениях и связях с европейскими театральными постановками. Эпистолярное наследие Радзивиллов содержит сведения о времени и месте строительства театральных площадок, особенностях жизни и творчества художников, личной оценке их деятельности магнатами. В XIX веке Владислав Хоментовский в своих произведениях ссылался на творчество Урсулы Франциски Радзивилл. В книгах К. Эштрейхера, Ст. Виндакевича и Л. Симона по истории театра были систематизированы сведения о сценических площадках в Речи Посполитой, в том числе в Великом княжестве Литовском. В 1936 году вышла монография А. Миллера, где через призму западноевропейского искусства рассматривались частные театры Литвы и Белоруссии XVIII—XIX веков.
1751 год стал началом театральных показов в Слуцком камедихаузе — также радзивилловском театре. В это время представления давались то в манеже, то в оружейной палате слуцкого замка. В 1752 году под театр приспособили помещение бывшего «судного дома» на территории Верхнего замка. Вокруг него размещались флигели, где жили музыканты, певцы, и находилась балетная школа. Согласно инвентарю 1765 года, деревянное строение театра находилось в центре Старого города, на главном фасаде имелась галерея с разукрашенной балюстрадой. Стены зрительного зала были отделаны зеркалами, скамейки партера покрыты красно-синей тканью. Зал освещали 9 больших люстр. В 1754 году в Белой открыли новый театральный зал.
Слуцкий театр (1751—1760) принадлежал Иерониму Флориану Радзивиллу. Здесь ставились оперы (на итальянском и немецком), балеты. Балетная труппа состояла из 8—10-летних детей слуцких мещан, подготовленных в слуцкой балетной школе. После смерти Радзивилла в мае 1760 года школу перевели в Несвиж. Сопровождала спектакли музыкальная капелла высокой квалификации из немцев, австрийцев и чехов. В массовых сценах участвовали солдаты слуцкого гарнизона. В 1756 году балетной школой стали руководить Антонй Путини и солист парижской оперы, один из первых энтузиастов мужского классического танца Максимиллиан Дюпре. Позже, один из учеников, крепостной Антон Лойко, работал хореографом в Несвиже, став, таким образом, первым белорусским балетмейстером. Среди учителей музыкальной школы известен Ф. Витман, «придворный камемайстар обуения крепостных каппелистов». Декораторами в то время были художники Тыц и Тышкевич. На протяжении второй половины 1850-х годов слуцкий балет выступал не только в своём городе, но и в Несвиже и Белой. Как отмечают исследователи, среди спектаклей были «Балет с арлекином», «Венгерский балет», «Турецкий балет».
Драмы и комедии ставили преимущественно на немецком языке, реже на польском. Драматург Мейер писал для театра драмы, в которых было много батальных сцен. Оперы шли в основном на итальянском. По приказу Радзивилла актёров искали в Кенигсберге, в Вене, приглашали из Италии. В основном же в спектаклях участвовали местные самодеятельные артисты из числа кадетов военного училища. В массовке были задействованы солдаты слуцкого гарнизона. Однажды по сюжету нужно было покарать злодея; привели двух узников из княжеской тюрьмы и повесили их на сцене. Спектакли споровождала мужская капелла из немецких, австрийских и чешских музыкантов. После смерти Иеронима Радзивилла в 1760 году, театр в Слуцке был закрыт, а костюмы и реквизит перевезены в Несвиж.
Старейшее театральное здание Белоруссии, сохранившееся до наших дней (там находится Гродненский областной театр кукол), построено в 1772 году по проекту архитектора Джузеппе Сакко и предназначалось для подскарбия литовского Антония Тизенгауза. Танцевальная школа Тизенгауза была основана в Гродно в 1774 году. Её открытию предшествовала подготовка музыкантов скрипачом Т. Вержбаловичем. В школе учились дети крепостных крестьян и мещан. На базе школы и открылся театр Тизенгауза. До 1774 года это был небольшой ансамбль инструменталистов и вокалистов, затем постоянный ансамбль (в 1780 году более 70 человек, в том числе артисты хора). В 1774—1777 годах в театре преобладали итальянские артисты. Известно о постановках оперы Андре Гретри «Великолепный», комедии П. Бомарше «Севильский цирюльник» (1778), балетные спектакли Дж. Петинетти.

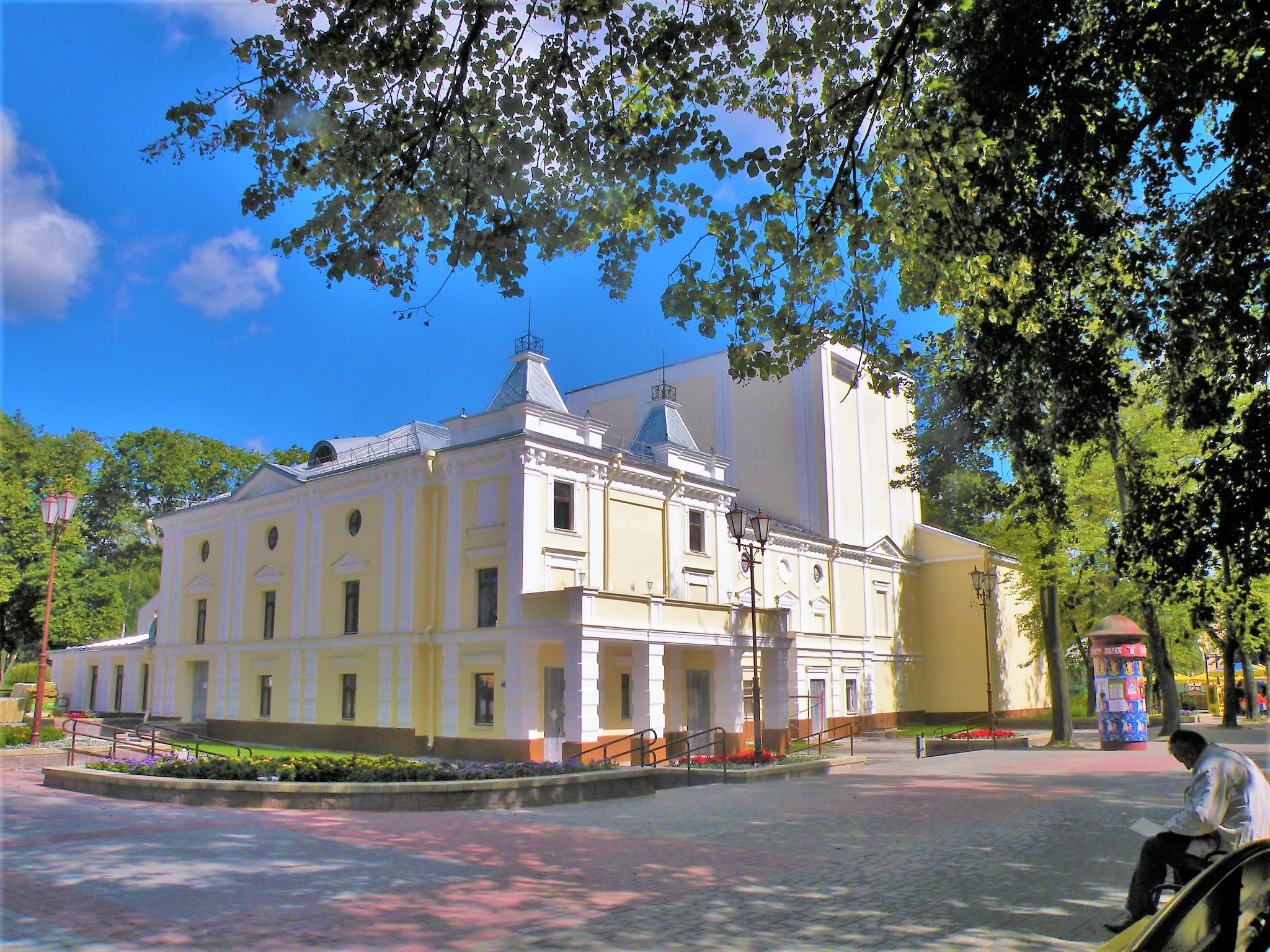
Здание гродненского театра.

Прямых свидетельств того, каким было оформление сцены нет, но, судя по репертуару, это могли быть барочные кулисные декорации с пышно расписанным задником. В 1785 году по завещанию Тизенгауза балетная труппа передана в собственность короля Станислава Августа Понятовского и стала основой Общества танцовщиков его королевского величества. В 1802 году актриса и предприниматель Саломея Дешнер организовала постоянную труппу в Гродно, получив разрешение городских властей на аренду здания городского театра сроком на 10 лет. Театр С. Дешнер — первый профессиональный театр в Гродно.

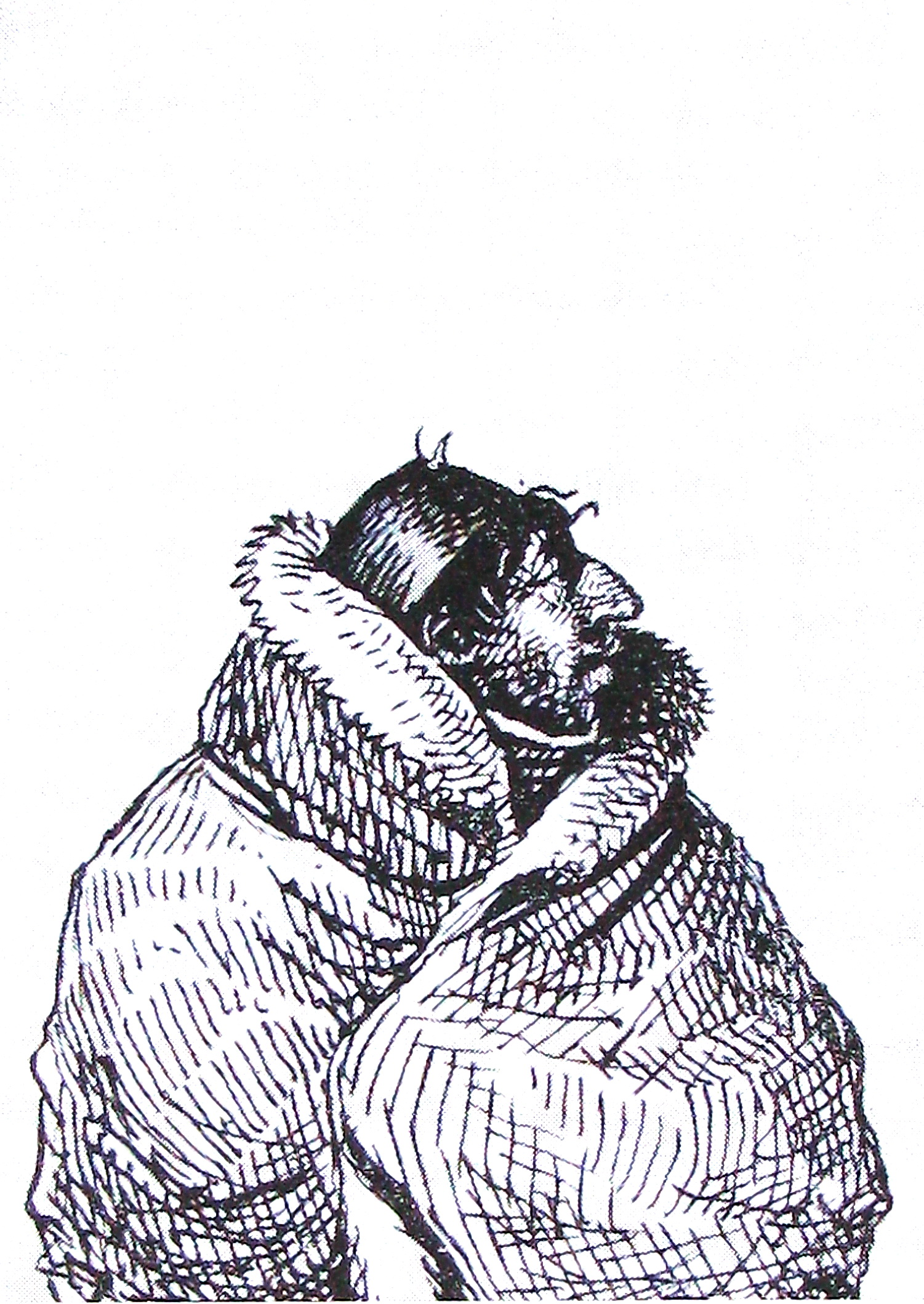
Ян Рустем. Автопортрет.

Значительным центром театральной и музыкальной жизни стал театр, созданный в Слониме Михаилом Казимиром Огинским. В его дворце существовал концертный зал, не уступавший знаменитому мангеймскому. Кроме того, действовал «плавательный театр», перемещавшийся по каналу и реке Щаре. В 1780 году было построено специальное помещение для театра. При нём существовала школа. Тут же работали инструментальный оркестр, оперный ансамбль. Слонимский оркестр был одним из самых больших в Европе того времени. Михаил Казимир Огинский сам был одаренным человеком, написал несколько опер на собственные либретто. Театр выезжал на гастроли в Варшаву, имел несколько трупп, в том числе балет и драматический коллектив. Имелись грандиозные декорации, созданные художниками Ж. Маранной, И. Реером, К. Отоссельским, а также театральным машинистом Яном Боем. В 1788 году в парке, на берегу канала Огинского, по проекту итальянского архитектора Иноченцо Мараино был возведён театр в стиле барокко — «Опергауз» (Дом оперы). Это было двухэтажное здание со зрительным залом почти в две тысячи человек и двухъярусными ложами. Сцена театра предназначалась не только для спектаклей, но и для водных феерий. Задняя часть сцены была заполнена водой из канала, что позволяло показывать эпизоды на лодках. Во время выступления эта часть сцены могла быть закрыта деревянными щитами. Ещё на подмостках были устроены два фонтана, освещённые бенгальскими огнями. Одним из художников, работавших в театре, был Ян Рустем. Филиалы театра действовали в Седльцах под Варшавой и в Телеханах.

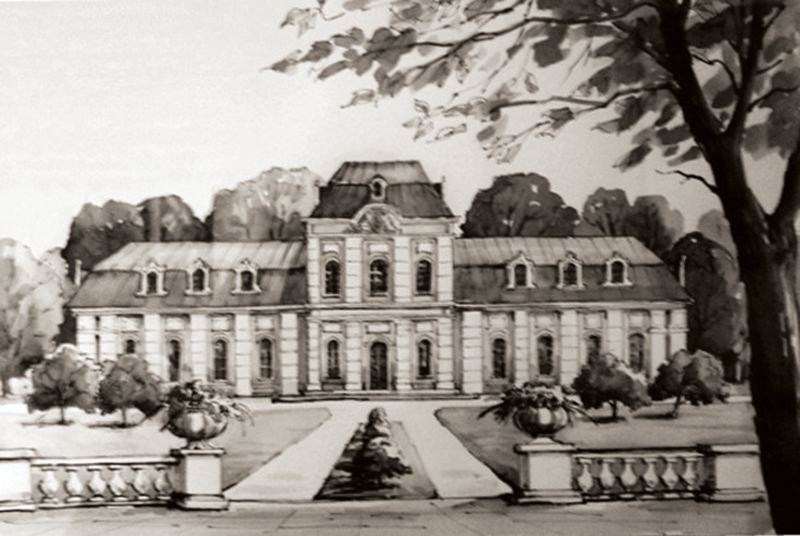
Здание театра Огинского.

В Слонимском театре работало 138 человек, в одном только оркестре было 53 музыканта. Арии исполняли певцы из Италии, Германии, Польши. Артистов для хора готовили в Слонимской музыкальной школе, танцовщиков — в «Департаменте балетных детей», так называлась балетная школа. Из 8 детей в 1777 году она увеличилась до 18. Сначала среди них преобладали дети придворных музыкантов, затем крепостных. Здесь правили балетмейстер и композитор Ф. Марини и известный польский хореограф Ф. Шлянцковский. В июне 1792 года балетный коллектив был полностью переведен в Телеханы. На спектакли съезжались со всей округи, а стараниями князя Огинского, известного композитора, музыканта и поэта, нашумевшие оперные спектакли после премьер в Вене или Париже ставили в Слониме. Театр выезжал на гастроли в Варшаву, а маёнток Огинского прозвали «Усадьбой муз». В программе театра было 60 опер, 18 балетов, 3 музыкальные комедии, 253 симфонии и более 460 других произведений (арии, оратории, индивидуальные танцы). Гродненский «крестьянский балет» и слонимские танцоры в количестве 60 человек стали базой для основания Варшавского придворного балета.

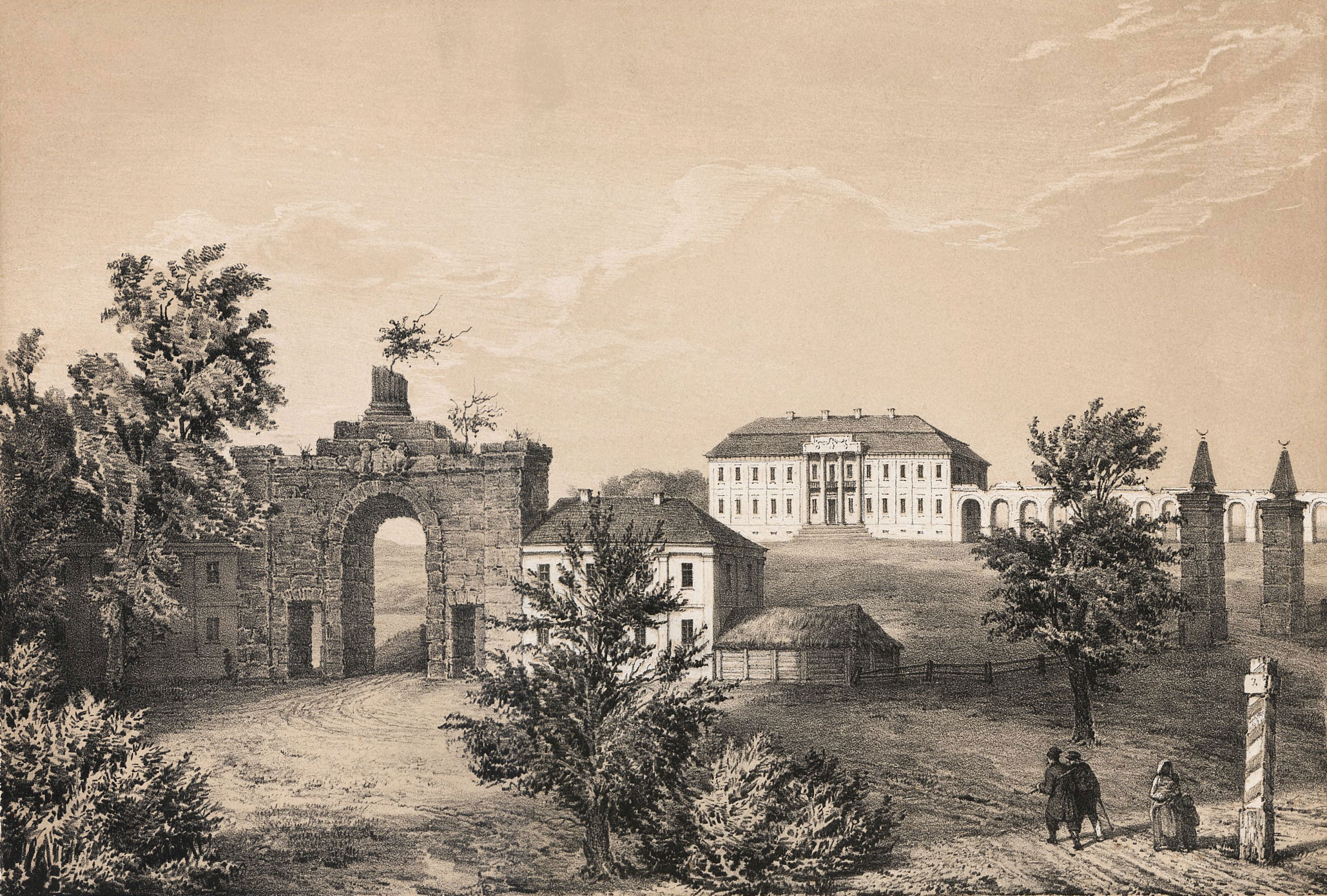
Наполеон Орда. Усадьба в Ружанах.

Мало информации о деятельности театра князей Сапег в Ружанах. В своем ружанском имении Казимир Лев Сапега вместе с братом Александром создали оркестр из 40 музыкантов «с барабанами и трубами», среди которых были не только исполнители из Италии и Польши, но и местные крепостные. Некоторых из них Сапега отправил учиться в Италию. После его смерти все музыканты по воле князя были отпущены. В ружанском замке имелась «музыкальная зала», где выступала оперная труппа. Известны только две оперы из репертуара капеллы, поставленной в Ружанах. Это опера «Деревенский колдун» Ж. Руссо, где крестьянка отвергает любовь аристократа и возвращается к жениху, который ценит деревенскую жизнь и природу. Эта опера показывалась много раз. В 1784 году в присутствии короля Станислав Понятовского была поставлена комическая опера А. Малине «Волшебное дерево». Что касается хореографических постановок, есть сведения о балете «Милосердие Тита» (1784) в постановке М. Пранчинского. Балетная труппа была небольшой и проработала недолго. В 1786 году Александр Сапега оставил недостроенный замок в Ружанах и перенес резиденцию в местечко Деречин, где в том же году было завершено строительство усадьбы. Театр переехал сюда только в 1791 году.
Одним из самых известных театров был шкловский театр Зорича. Его упоминает А. С. Пушкин в своих «Исторических записках». В 1783 году российская императрица Екатерина II подарила город своему бывшему фавориту, генералу графу Семёну Зоричу, создавшему этот театр. По мнению зрителей, спектакли, даваемые в усадьбе Зорича, по роскоши превосходили спектакли придворных театров России, Польши, Австрии и Франции. С 1778 по 1780 год здесь сформировались две труппы — балетная и драматическая, были хор и три оркестра. В 1780 году возведено здание театра. Граф Зорич лично отбирал девушек из своих крепостных, которых итальянский хореограф Мариадини учил танцевать, их также учили французскому языку, чтению, письму и числу. В состав труппы также входили крепостные певцы, танцоры, драматические актеры и музыканты (духовой оркестр «домашняя музыка» и «музыка шкловского корпуса»). Спектакли проходили в специальном здании театра и в залах оранжереи. Сцена была адаптирована для смены 70 декораций (декораторы Ж. де ла Мома, Р. X. Зоммер, А. Главатский, театральный машинист П. Бартати). В репертуаре аллегорические балеты с хорами, мифологические пантомимы, комедии и трагедии, комические оперы. С 1781 года хормейстером театра стал Павел Петух, автор первого в Речи Посполитой учебника вокала. В 1781—1783 годах здесь работал режиссер и композитор Г. А. Г. де Салморан.

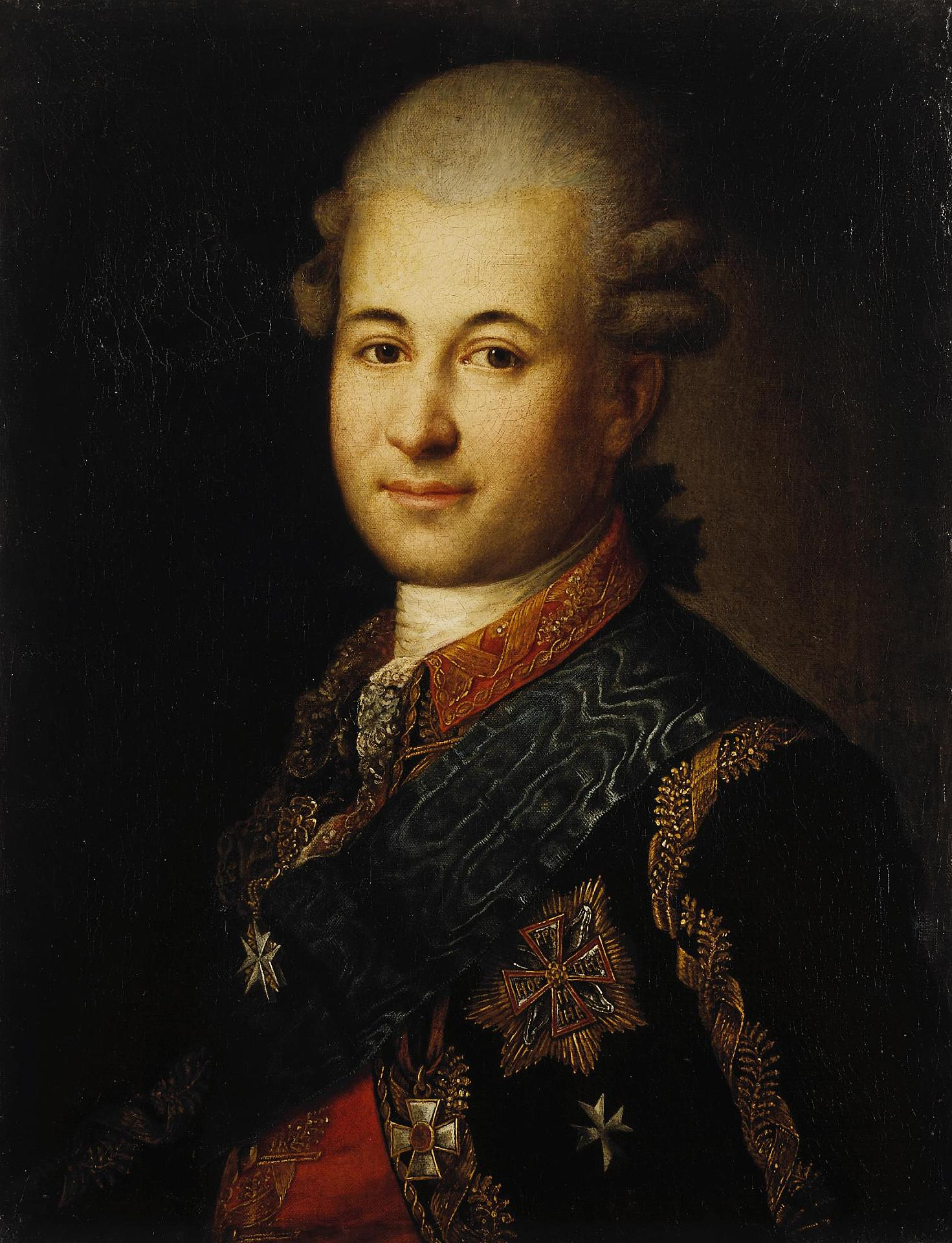
Семен Гаврилович Зорич.

Образ театральной жизни Шклова создавался не только спектаклями в их строгой жанровой форме. Хозяин местечка любил шумные зрелища, гулянья с балами, маскарадами, фейерверками. Эта яркость и разнообразие театральных и паратеатральных постановок в целом соответствовала эстетике барокко, которое в ВКЛ заметно расширилось. Отсюда, кстати, разошлась и мода на цыганские хоры. Знатные люди из Москвы и Петербурга приезжали в Шклов, чтобы посмотреть дворец Зорича и его театр. Поэт Сергей Алексеевич Тучков свидетельствовал:

Ни один известный музыкант, певец или певец не мог приехать из Европы в российские столицы, не дав нескольких концертов у Зорича. Тот щедро одаривал их и относился к ним так хорошо, что многие жили в местечке по нескольку месяцев, и с благодарностью обучали его собственных музыкантов. После разорения графа Зорича и закрытия шкловского театра русский хореограф И. И. Вальберх отобрал в театре 14 лучших танцоров для Петербургского балета. 24 музыканта были отправлены в Москву.
В имениях магнатов Тышкевичей Свислочи и Плещеницах спектакли разыгрывали любительские труппы. Однако бывали и заезжие вртисты. Ставились комические оперы, игрались театральные сонаты, мессы Баха, Луиджи Баккерини и др. Концерты сменяли драматические и музыкальные постановки. К спектаклям привлекались местные горожане и крестьяне, а с 1805 года, когда в Свислочи открылась гимназия, и старшеклассники. Руководил театром итальянский композитор и скрипач К. Чиприани. Естественно, оркестровая музыка была очень важна как аккомпанемент в таких постановках. Местная капелла, состоящая в основном из крепостных, была создана задолго до открытия театра, заявившего о себе в 1788 году. Она не только обслуживала сценические постановки, но и устраивала самостоятельные спектакли, исполняя симфонии, увертюры, серенады Гайдна, Саккини, Бакерини, Пихеля, Чиприани и других. Винцент Тышкевич приглашал в Свислочь антерпризы, которые часто оставались здесь надолго и финансировались владельцем города. Сам он, увлеченный музыкой, одинокий, отдавал всё своё время и духовную энергию театру, который стал делом его жизни и потому театр продержался ещё и в XIX веке.
Небольшой дворец Радзивиллов в Вильно был продан в 1796 году и перестроен в театр. Спектакли здесь продолжались, несмотря на смену директоров, до 1831 года. Другая информация о Театре Радзивиллов в Вильно восходит к 1808 году, когда Доминик Гераниум Радзивилл начал строительные работы для театра в Вильно на улице Троцкая (позже улица Трака).
В 1787 году в Минске был создан «Комедийный театр» К. Жулкевского, дававший представления в здании Дворянской школы Минска. Здесь большую оперно-драматическую труппу организовал М. Кажинский (1797—1801, 1802—1805). В Минске работали польские труппы Я. Хелмиковского, К. Скибинского, В. Дроздовского; спектакли проходили в помещениях «Зала Ляховского» и дворянского собрания, в 1844—1851 годах в здании ратуши. В 1799 году архитектор Ф. Х. Крамер перестроил упразднённый базилианский монастырь под дворянскую школу, устроив при ней театральный флигель.